# Estadio Cartagonova

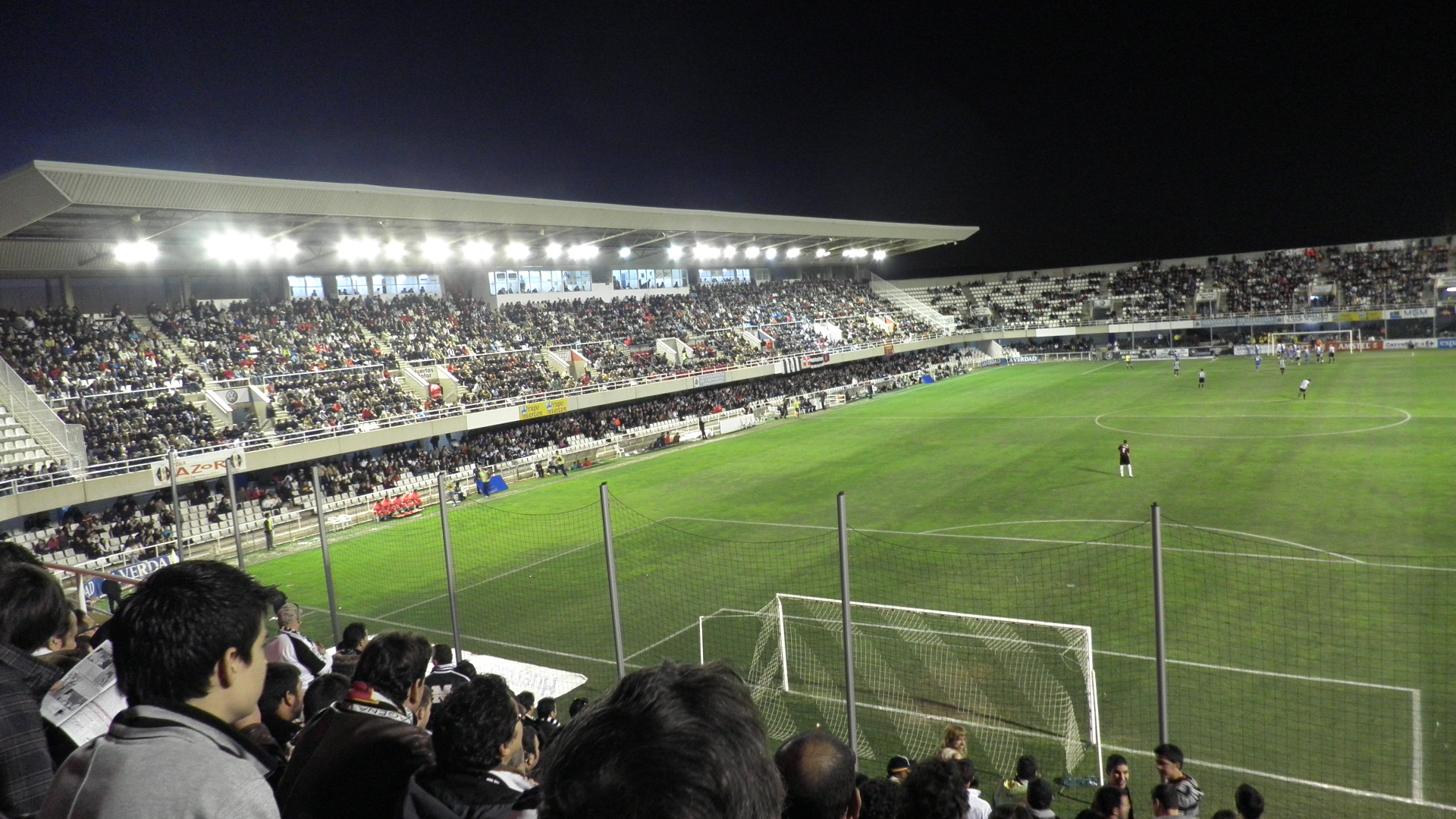
Die überdachte Haupttribüne des Estadio Cartagonova

Das Estadio Cartagonova ist das städtische Fußballstadion von Cartagena. Die spanische Stadt Cartagena mit einem Seehafen liegt am Mittelmeer in der autonomen Region Murcia im Südosten des Landes. Es ist die Heimspielstätte des Fußballvereins FC Cartagena.

## Geschichte
Der Name bezieht sich auf die lateinische Bezeichnung der Stadt Carthago Nova. Es ersetzte das Estadio de El Almarjal; in dem der FC Cartagena von 1925 bis 1987 spielte. Es bietet heute 15.105 Plätze. Zu Beginn fasste es 20.000 Zuschauer. Die Tribünen sind rundum doppelstöckig, und nur die Haupttribüne ist überdacht. Im Untergeschoss befinden sich u. a. die Umkleidekabinen, ein Fitness-Raum, eine Sauna und ein Presse-Zentrum. Vor den Zuschauerrängen verläuft ein sechs Meter breiter und 1,50 Meter tiefer Graben.
1987 vereinbarten die Stadt Cartagena und das portugiesische Handelsunternehmen Continente, dass Continente das Baugrundstück des alten Stadions für den Bau eines Einkaufszentrums erhält. Im Gegenzug musste Continente ein neues Stadion bauen. Für den Entwurf der beiden Baumaßnahmen war das Architekturbüro CMMP Arquitectos (Cardona, Martín, Molina und Plaza) verantwortlich. Der Entwurf basiert auf dem Mini Estadi von 1982, dem Stadion der zweiten und dritten Mannschaft sowie der A-Jugend des FC Barcelona.
Am 27. September 1987 fand das letzte Spiel im El Almarjal statt. Es spielte Cartagena gegen CD Castellón und gewann 4:0. Bis zum ersten Spiel des FC Cartagena in der neuen Spielstätte gegen Real Burgos (0:0) am 7. Februar 1988 spielte man in der Nachbarstadt Torre-Pacheco. Offiziell eröffnet wurde die Sportstätte aber erst am 11. Februar 1997 im Rahmen des U-21-Länderspiels Spanien gegen Malta. Im Januar 2000 wurden auf dem Oberrang Sitzplätze angebracht.

## Länderspiele
Bisher war die spanische Männerfußballnationalmannschaft einmal in Cartagena zu Gast.
- 26. Jan. 2000:  Spanien –  Polen 3:0 (Freundschaftsspiel)[4]

Des Weiteren fanden noch einige Spiele der U-18- und U-21-Auswahl von Spanien statt. So spielte 1989 die spanische U-18 gegen Griechenland. Am 11. Februar 1997 die U-21 gegen Malta und am 10. Februar 2009 trafen die U-21 von Spanien und Norwegen aufeinander.

## Konzerte
In dem Stadion finden auch Konzerte statt. So traten schon u. a. Sting und Gloria Estefan auf.